# Voto en blanco

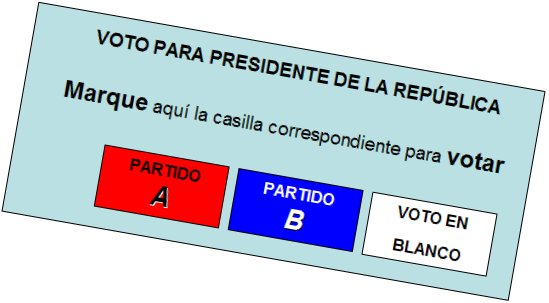
Estilo de papeleta de votación en Colombia. El voto en blanco aparece como una casilla similar a la de los candidatos.

El voto en blanco es una de las opciones en unas elecciones políticas que consiste en realizar el acto mismo del voto, o sea, votar, manifestando que ninguna de las opciones planteadas es adecuada. Para poder votar en blanco, el ciudadano debe ir a las urnas y realizar los actos formales que establece la legislación de cada país. El modo de concretar el voto en blanco varía: en Colombia, por ejemplo, se debe marcar la casilla indicada como "voto en blanco"; en otros países, se considera voto en blanco cuando el sobre de votación está vacío o contiene un trozo de papel en blanco.

## Interpretaciones de su significado

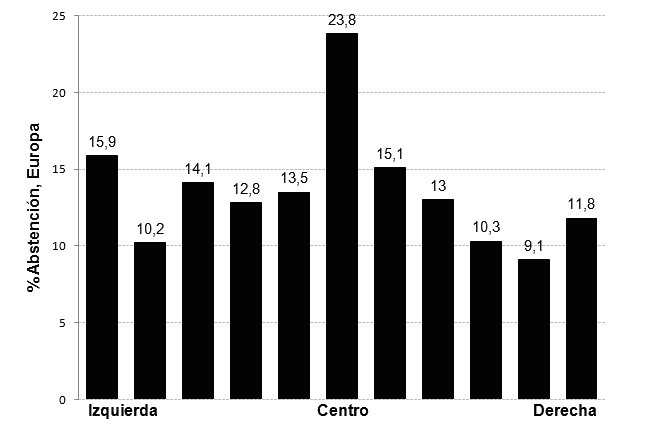
Abstención por ideología (parte del espectro político) para Europa en 2008. Puede observarse que el centro político es el sector más abstencionista. La abstención disminuye hacia los extremos y vuelve a aumentar en la extrema izquierda y la extrema derecha, dentro de las cuales existen personas que no consideran legítimo al sistema político.

El voto en blanco se presta a diferentes interpretaciones: hay quien opina que quien practica el voto en blanco emite su opinión en contra de todos los candidatos en contienda, y hay quien advierte que esa opinión está en cambio expresada por el voto nulo [cita requerida] y que el voto en blanco expresa en realidad indiferencia ante las opciones en una elección.[cita requerida] Partiendo de la premisa que una de las razones que explica el voto en blanco es la incapacidad del voto tradicional de capturar las distintas formas de expresar la voluntad del ciudadano, se ha planteado la posibilidad de aplicar el llamado voto sustractivo.
La práctica del voto en blanco se considera como abstención activa, definiéndose como la suma de votantes que emiten votos en blanco y nulos, diferente a lo que ocurre en la abstención.

## Validez y efecto del voto en blanco
Por regla general, los distintos sistemas electorales no consideran al voto en blanco como un verdadero voto. Al respecto, en la doctrina se habla de "votos válidamente emitidos", y se excluyen de los mismos tanto a los votos en blanco como a los votos nulos, aunque esto depende del país, en Uruguay por ejemplo existe la diferenciación entre el voto válido y el voto emitido, siendo el voto en blanco un voto válido (al igual que un voto positivo) que no es a favor de ningún candidato, y el voto anulado es un voto emitido pero no válido. Por lo tanto, no influyen en la elección de los candidatos, pero sí constituyen un importante parámetro de la medida de la legitimidad política, tanto del sistema electoral vigente, como de los candidatos de un determinado país.
A lo largo de la historia han surgido opciones electorales en los países democráticos que han tratado de ofrecer una forma válida de canalizar el voto en blanco o de protesta, mediante la cual el voto en blanco adquieriese propiedades que se manifiestasen ante el ciudadano como otra opción de voto útil. A esto se le denomina Voto en blanco representado. Por ejemplo, actualmente en España el partido Escaños en Blanco promete dejar efectivamente vacíos los escaños que obtenga, como modo de mostrar la protesta ciudadana.

## Voto en blanco en España
Según la Ley Orgánica 5/1985, de 19 de junio, del Régimen Electoral General, en su artículo 96, punto 5: "Se considera voto en blanco, pero válido, el sobre que no contenga papeleta y, además, en las elecciones para el Senado, las papeletas que no contengan indicación a favor de ninguno de los candidatos".
En España, para entrar en el reparto de escaños hay que superar un porcentaje mínimo del voto válido emitido que es del 3% en las elecciones generales, del 5% en las municipales y varía en las elecciones a los distintos parlamentos autonómicos. El voto en blanco se contabiliza como un voto válido a partir del cual se calcularán dichos porcentajes. Así, un elevado voto en blanco significa elevar el número de votos válidos y por lo tanto el número de votos necesarios para entrar en el reparto de escaños. Por ejemplo si el 50% de los votos válidos fueran votos en blanco, esto equivaldría a duplicar la barrera de voto (del 3% al 6% o del 5% al 10% de los votos emitidos a partidos). En las elecciones europeas en España no se exige un porcentaje mínimo de voto y por lo tanto en esas elecciones el voto en blanco se contabiliza, pero no tiene absolutamente ninguna repercusión.
Existe en España una iniciativa que reclama que el voto en blanco sea tratado como una candidatura más a la hora del reparto de escaños y que los escaños que le correspondan queden vacíos Movimiento Ciudadano por el Voto en Blanco Computable. Desde el año 2010 el partido Escaños en Blanco pretende simular esa opción presentándose a las elecciones con el único punto de su programa electoral de no tomar posesión del cargo y dejar vacíos los escaños que consiga; lo cual no pasa de ser una promesa electoral que luego podría ser cumplida o no, como ya ha ocurrido anteriormente en España con diputados que prometen abandonar el escaño y luego no lo hacen.

## Voto en blanco en Chile
En Chile, la ley de elecciones indica explícitamente que los votos en blanco (al igual que los nulos) no se consideran como válidamente emitidos. A pesar de esto, existe el extendido mito de que deben sumarse a la mayoría, lo que ha provocado confusiones en algunas ocasiones; dicho mito se explica por el hecho de que en el plebiscito de 1980, en el cual se refrendó la Constitución Política que rige actualmente en el país, el voto en blanco fue sumado a la opción «Sí».

## Voto en blanco en Colombia
De acuerdo con la sentencia C-490 de 2011 de la Corte Constitucional, que declaró la exequibilidad de la Ley 1475 (Reforma Política), el voto en blanco es “una expresión política de disentimiento, abstención o inconformidad, con efectos políticos” y agrega que “el voto en blanco constituye una valiosa expresión del disenso a través del cual se promueve la protección de la libertad del elector. Como consecuencia de este reconocimiento la Constitución le adscribe una incidencia decisiva en procesos electorales orientados a proveer cargos unipersonales y de corporaciones públicas de elección popular”.
¿Qué pasa si gana el voto en blanco?
De acuerdo con el artículo 9 del Acto Legislativo 01 de 2009, "Deberá repetirse por una sola vez la votación para elegir miembros de una corporación pública, gobernador, alcalde o la primera vuelta en las elecciones presidenciales, cuando del total de los votos válidos, los votos en blanco constituyan la mayoría. Tratándose de elecciones unipersonales no podrán presentarse los mismos candidatos, mientras que en las corporaciones públicas no se podrán presentar a las nuevas elecciones las listas que no hayan alcanzado el umbral". Según lo anterior, si en la repetición de las votaciones llegara a ganar nuevamente el voto en blanco, quedaría como ganador el candidato que alcanzó la mayoría de votos válidos en el certamen electoral. Por lo cual, se elegirá el segundo puesto en votos.
La Corte Constitucional, en sentencia C-490 de 2011 declaró inexequible la norma de la Reforma Política que ordenaba repetir elecciones "cuando el voto en blanco obtenga más votos que el candidato o lista que haya sacado la mayor votación" y en consecuencia la mayoría necesaria para repetir la elección es mayoría absoluta, es decir el 50% más 1 de los votos válidos, y no mayoría simple.
En las elecciones locales de 2011 en la ciudad de Bello ganó el voto en blanco. Entre los votos no marcados, los votos nulos y los votos en blanco se eleva al 56,7% frente al 43,3% del único candidato que se presentaba. Como consecuencia de todo esto, se tienen que repetir las elecciones en menos de un mes.
Voto en Blanco Colombia es un grupo de ciudadanos en Colombia y en el Exterior que promueven el voto en blanco desde 2012. Es un grupo que siempre ha promovido el voto por la última casilla del tarjeton. El grupo inicialmente fue conformado por colombianos en Bogotá, Medellín, Cúcuta y países como Canadá, USA, España, Puerto Rico, Gran Bretana. Actualmente, el grupo alcanza a 9.100 seguidores en Facebook que conecta alrededor de 45 páginas en varias ciudad. El voto en blanco en Colombia logró en el 2018 obtener la mayor votación en 20 años con 806.311 votos. En cada elección el voto en blanco ha venido creciendo.

## Voto en blanco en Argentina
En Argentina, el voto en blanco es una de las cuatro categorías de votos establecidos en el artículo 101 del Código Electoral Nacional según la ley n.º 19 945 sancionada en 1972, y sus modificatorias posteriores. Según este Código, un voto se computa como en blanco «cuando el sobre estuviere vacío o con papel de cualquier color sin inscripciones ni imagen alguna.» En el año 1995, se aprueba la ley 24 444 por la cual se establece la segunda vuelta electoral. Allí aparece la nueva categoría de votos afirmativos. Esta categoría se usa para indicar que, los porcentajes necesarios para ganar en primera vuelta o ir a la segunda, se calculan sin tener en cuenta los votos blancos. Así es que la Dirección Nacional Electoral reordena las clases de voto y establece que el voto en blanco es, junto al afirmativo, una clase de voto válido. A las dos condiciones del año 1972, le agrega que si «el sobre contiene una boleta oficializada, pero le falta el cuerpo correspondiente a una categoría, se considerará voto en blanco solo para dicha categoría». En 2009, por ley 26.571, se aprueba una reforma al mencionado Código por la cual se crean las Primarias Abiertas Simultáneas y Obligatorias (PASO). En esta ley se establece que la condición para acceder a las elecciones generales es obtener al menos el 1,5% de los votos válidamente emitidos. Es decir que, en este caso, sí se calcula sumando los votos blancos. Esto representa una diferencia con respecto al cálculo de los porcentajes necesarios para ganar en primera vuelta, según la ley del año 1995, en el que no se suman los votos blancos.
Existe una creencia o mito que dice que «Cualquier voto no afirmativo, ya sea blanco o nulo, va para el que sale primero» o «Se ayuda al candidato que más votos sacó». La Dirección Nacional Electoral se ocupó de desmentirlo, y aclarar que «la cantidad de votos en blanco no es para ninguna agrupación política». Algunos periodistas profundizaron en el tema y analizaron el impacto del aumento de los votos en blanco en las PASO y como cambian los porcentajes obtenidos por cada lista entre las PASO y las generales debido al cambio de base de cálculo. El periodista Francisco Llorens comienza aclarando que «no es cierto que un voto en blanco se cuente como un voto al ganador». En su análisis, este periodista concluye que, en las PASO, cuantos más votos en blanco haya, más votos serán necesarios para acceder a las generales.
Por su parte, Marcos Shaw opina en el mismo sentido con respecto al mito. Propone un ejemplo artificial en el que los votos a cada lista y los votos en blanco son iguales en las PASO y en las generales. Y muestra como los porcentajes de cada lista son menores en las PASO y mayores en las generales por el cambio en la base de cálculo. Además, mientras más votos blancos haya, las diferencias serán mayores.
|             | PASO | PASO  | Generales | Generales |
| Cant.       | %    | Cant. | %         |           |
| ----------- | ---- | ----- | --------- | --------- |
| Candidato A | 10   | 33%   | 10        | 50%       |
| Candidato B | 10   | 33%   | 10        | 50%       |
| Afirmativos | 20   |       | 20        |           |
| En blanco   | 10   |       |           |           |
| Válidos     | 30   |       |           |           |
| Fuente:     |      |       |           |           |

## Incidencia del voto en blanco en el resultado electoral
Que haya votos en blanco no significa en absoluto que haya escaños que vayan a quedarse vacíos. El voto en blanco es independiente y no es dirigido hacia nadie. Sin embargo el resultado en España sí influye y podría perjudicar a los partidos minoritarios que se presenten, favoreciendo a los que más votos hayan recibido. Este fenómeno es bastante remoto y no es consecuencia del voto en blanco, sino de las barreras electorales. En la historia de la democracia española solo se ha dado una vez, en unas elecciones generales, dejando al CDS fuera del parlamento en la circunscripción de Madrid en 1993.
Sin embargo, hay excepciones en las cuales el voto en blanco (junto con el voto nulo) puede ser determinante en una elección. Por ejemplo, en Uruguay hay balotaje presidencial si ningún partido obtiene más de la mitad de los votos emitidos. De ese modo, en un escenario hipotético donde hay 2.000.000 votos válidos, un partido político necesita 1.000.001 votos para ganar en primera vuelta. En cambio, si la cifra de votos válidos es de 2.000.100 (es decir, habría 100 votos válidos más, sean positivos, en blanco o anulado), el partido necesita obtener  1.000.051 votos para ganar en primera vuelta.
Por otra parte, en Uruguay los escaños parlamentarios se definen mediante los votos positivos. Por tanto, si los 2.000.000 de votos emitidos son todos positivos, un partido necesitaría aproximadamente 1.000.000 de votos para obtener la mayoría absoluta. En cambio, si 200.000 de dichos votos son en blanco o anulados, un partido necesitaría aproximadamente 900.000 de los 1.800.000 votos positivos para obtener la mayoría absoluta.
Además, en Uruguay el voto es obligatorio, por lo que se diferencia entre voto en blanco y anulado. El voto en blanco se realiza no colocando ninguna lista dentro del sobre de votación, en el caso de que hubiere un objeto extraño solamente, será voto en blanco. El voto anulado es cuando hay una lista rota o con tachadura, una lista y un objeto extraño o dos listas distintas de distintos lemas.